# Charlie Irvis
Charles Irvis, meist Charlie Irvis geschrieben, (* 6. Mai 1899 in New York City; † 1939) war ein US-amerikanischer Jazz-Posaunist, der ein frühes  Mitglied der Band von Duke Ellington war.
Irvis spielte mit Bubber Miley in einer Jugendband, begleitete von 1920 bis 1921 die Blues-Sängerin Lucille Hegamin mit ihren „Blue Flame Syncopators“ und trat danach mit dem Pianisten Willie The Lion Smith auf, bevor er 1924 zu Duke Ellingtons „Washingtonians“ stieß (damals war die Band noch einen Monat unter Leitung von Elmer Snowden), als Vorgänger seines Freundes Tricky Sam Nanton. Mit dem ebenfalls befreundeten Trompeter Bubber Miley war er an der Entwicklung des „Jungle Sounds“ bei Ellington beteiligt (Growl-Effekte). Ende 1926 verließ er Ellington, um mit den „Paradise Ten“  von Charlie „Fess“ Johnson zu spielen (1927 bis 1928). 1929 bis 1930 spielte er bei Jelly Roll Morton (wovon es Aufnahmen gibt). In den 1920er-Jahren nahm er auch mit Clarence Williams, George McClennon und Fats Waller auf. 1931 war er kurz bei der Band seines Jugendfreundes  Bubber Miley und danach bei Elmer Snowden, verschwand dann aber im Verlauf der 1930er Jahre aus der Musikszene.